# 圣马尔塔
圣马尔塔，是西班牙埃斯特雷马杜拉巴达霍斯省的一个市镇。总面积120平方公里，2001年普查人口總數為4157人，人口密度為每平方公里35人。